# La corbeta "Gloria Scott"
La corbeta "Gloria Scott" es uno de los 56 relatos cortos sobre Sherlock Holmes escrito por Arthur Conan Doyle. Fue publicado originalmente en The Strand Magazine y posteriormente recogido en la colección Memorias de Sherlock Holmes.

## Argumento

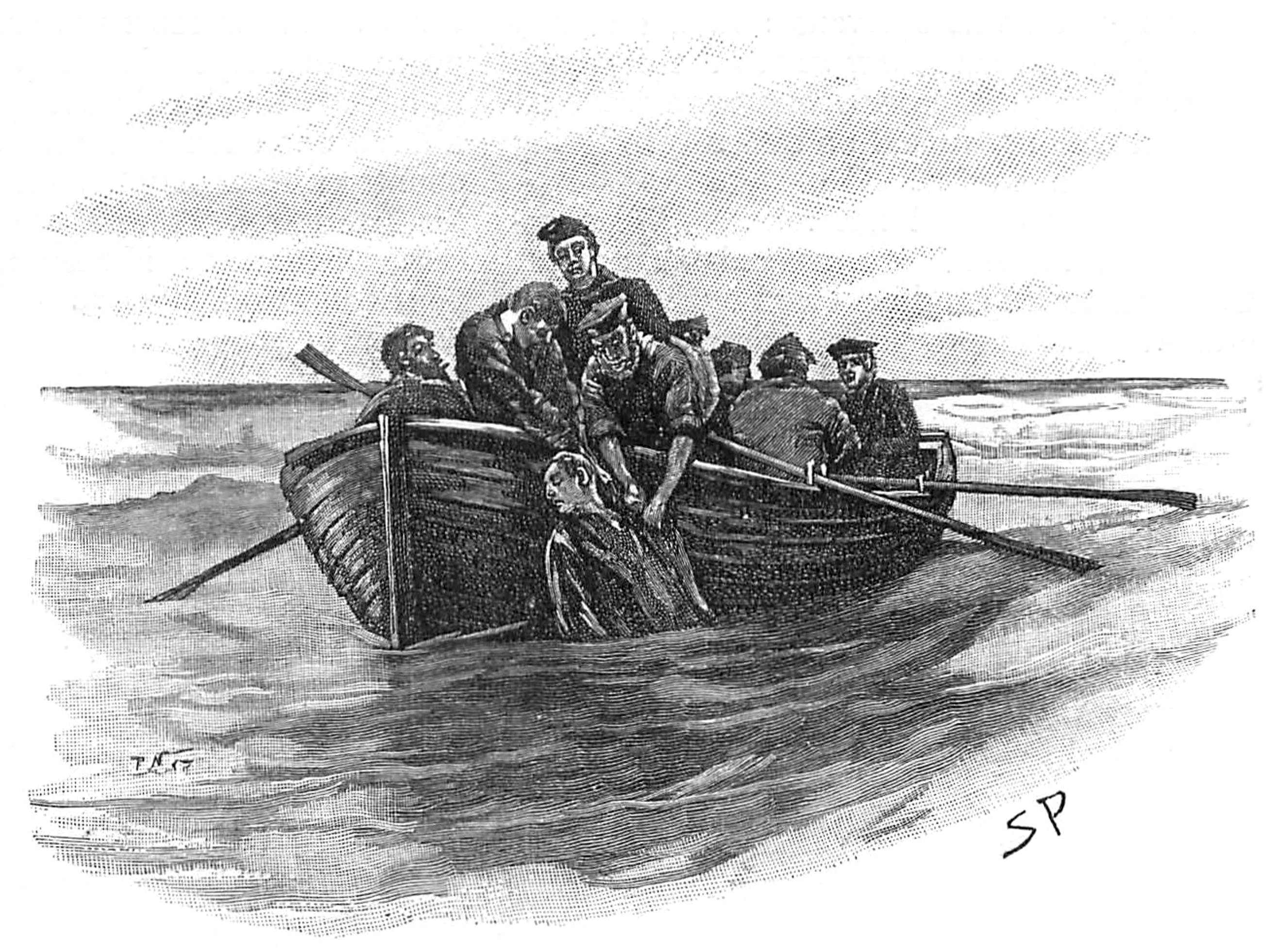
Ilustración de The Adventure of the Gloria Scott (1893)

La "Gloria Scott" era una barca que conducía a un grupo de presos de Australia, y que naufragó debido a una explosión, durante un motín de los convictos a bordo. James Armitage, uno de los malhechores, se salva, y en compañía de otros presos recala en las costas de Nueva Zelanda, donde logra enriquecerse en las minas de oro. Años más tarde, regresa a Inglaterra tras haber cambiado su nombre por el de Trevor, para vivir como un rico y respetable ciudadano.
Sherlock Holmes, compañero de su hijo Victor en la universidad, recibe de éste el consejo de convertir en profesión sus habilidades de investigador, que Holmes considera como una entretenida afición, durante una visita que les hace durante las vacaciones. Tiempo más tarde, Holmes debe resolver el enigma de la muerte del padre de su compañero, debido a un ataque de apoplejía sufrido tras recibir un mensaje cifrado, temeroso del deshonor en el que ve sumir a su familia, tal como explica en una carta a su hijo.
La verdad es que el caso no es de los que más hayan impresionado al doctor Watson, tal vez porque no lo vivió junto a Holmes sino que simplemente escuchó el relato de sus labios. A pesar de que el interés le hace decir a Holmes al final del relato: "Aquí tiene usted, doctor, los hechos relativos al caso, y si resultan de alguna manera útiles para su colección, le aseguro que los pongo cordialmente a disposición suya."